# Rugby Union in Österreich

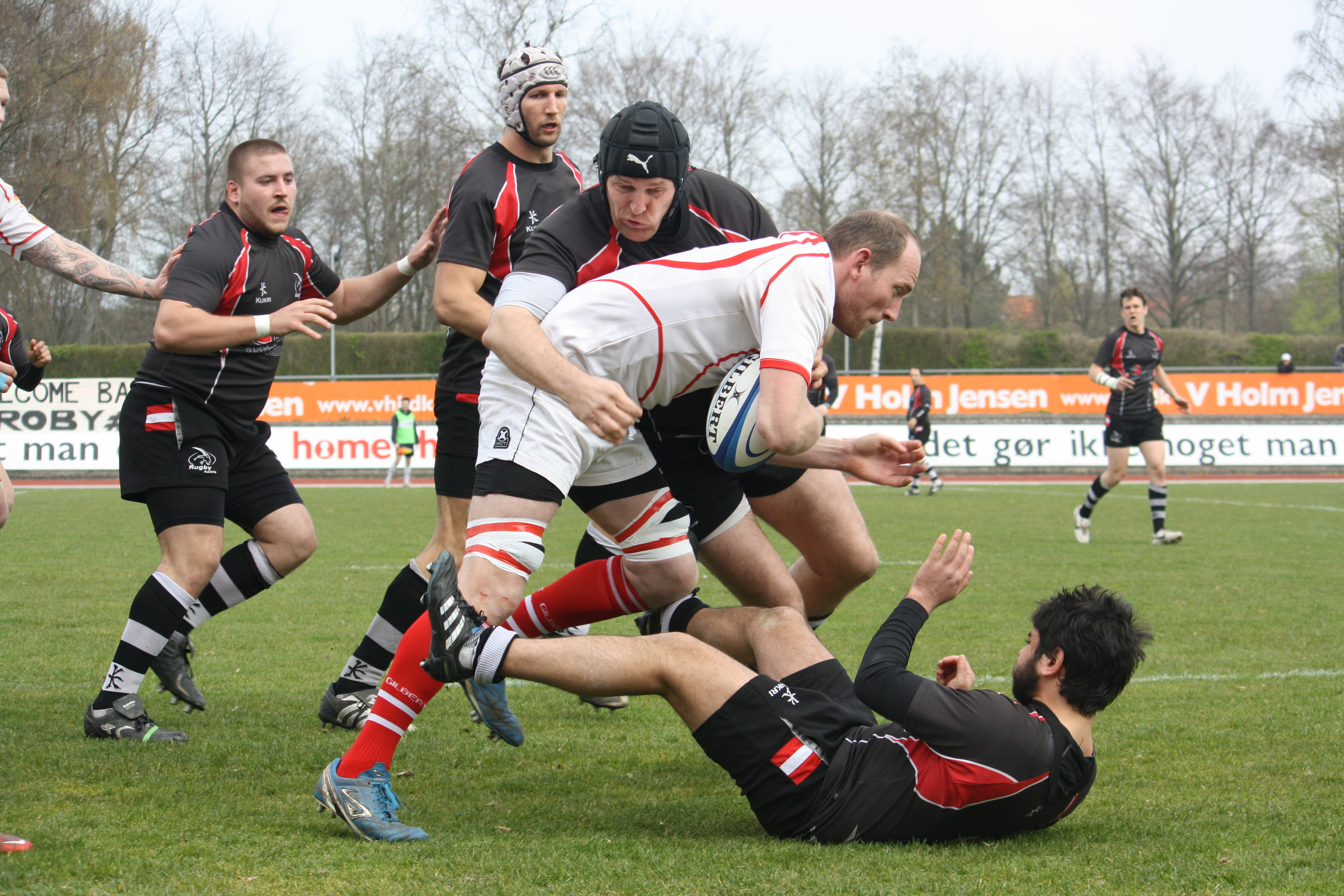
Rugbyspiel European Nations Cup: Denmark vs Austria, mit Rekord-Spieler Andreas Gaul

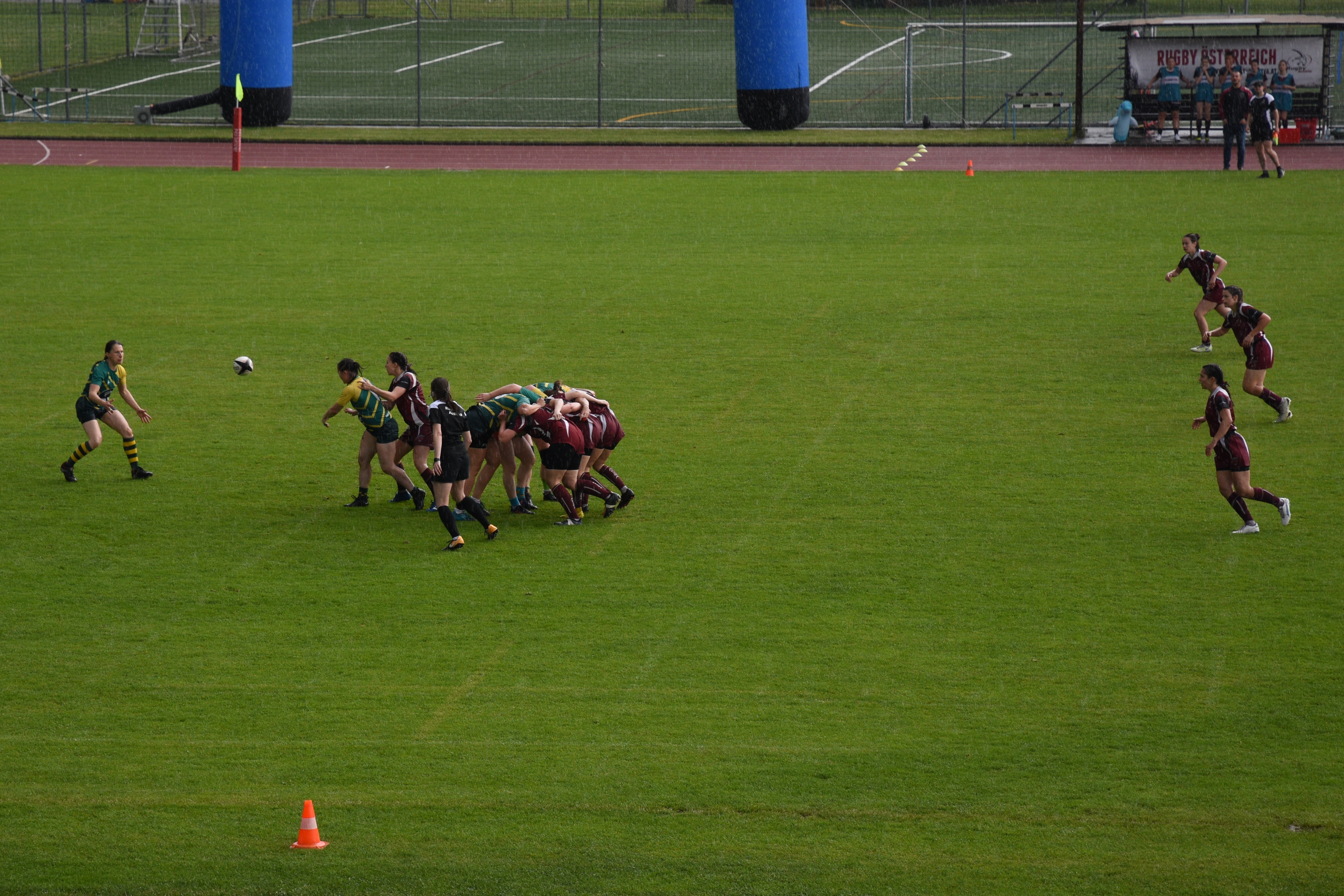
Damen Rugby in Graz

In Österreich werden die Sportarten Rugby Union und Siebener-Rugby ausgeübt, die allesamt hierzulande als Amateursportarten gelten. Mit der Saison 1992/93 wird Rugby Union in einer offiziellen Rugby-Meisterschaft gespielt. Diese Sportart wird im Gegensatz zu Rugby League mit 15 Spielern pro Mannschaft gespielt. 80 Minuten lang versuchen beide Mannschaften, den Rugby-Ball, einem oval geformten Spielgerät, in das gegnerische Malfeld zu tragen, um Punkte zu erzielen (s. Try).
In Österreich wird Rugby im Rahmen der Alpine Rugby Championship gespielt, einer internationalen Amateurliga, an der derzeit 16 Vereine aus fünf nationalen Verbänden mit 20 Mannschaften teilnehmen. Sie entstand mit der Saison 2014/15 aus der Bundes- und Nationalliga und den regionalen Bewerben.

## Geschichte
Das erste Rugbyspiel auf österreichischem Boden fand bereits am 14. April 1912 statt. Es spielten damals zwei englische Mannschaften auf der Hohen Warte gegeneinander, um Rugby in Österreich bekannter zu machen. Bis in die dreißiger Jahre war dies auch erfolgreich. Nach dem Zweiten Weltkrieg war Rugby aber lange Zeit verschwunden. 1978 wurde der erste Verein gegründet. Er wurde "Vienna Celtic Rugby Football Club" getauft und stammt aus der österreichischen Rugby-Hochburg Wien. Neun Jahre später wurde mit dem Rugby Club Wien der zweite Verein gegründet.
Hauptsächlich die Mitglieder des RC Wien trieben die weitere Ausbreitung in Österreich an, mit dem Erfolg, dass der RC Donau gegründet wurde. Im Jahre 1992 wurde es möglich, mit den drei österreichischen Mannschaften und der des Lyçée Français eine Meisterschaft zu starten. 1993 wurde dank eines in Leoben ausgetragenen Länderspiels eine weitere Mannschaft gegründet und die Rugby-Alpenliga ins Leben gerufen. Es traten die vier österreichischen und zwei slowenische Teams an. Ein Jahr später wurde diese Liga mit einer kroatischen, zwei slowenischen und drei österreichischen Mannschaften wieder ausgetragen. Aus der Alpenliga ging der RC Wien als stärkste Mannschaft hervor. Nach zwei Saisonen musste die Alpenliga jedoch eingestellt werden.
Nach der Rugby-WM 1995 in Südafrika wurden in Graz und Villach zwei weitere Vereine gegründet. Die Saison 1995/96 wurde in zwei Ligen bestritten, da der Niveauunterschied zu groß für eine Liga war. 1996/97 wurde diese Idee wieder verworfen und nur eine Liga gespielt. Dies erwies sich jedoch als Fehlentscheidung. Die verbliebenen drei Wiener Clubs – RC Wien, Celtic RFC und RC Lycee – spielten in den Saisonen 97/98 und 98/99 mit drei mährischen Mannschaften (Brünn, Ollmütz, Zlin) die Austro-Moravia Liga, aus der beide Male der RC Wien als Sieger hervorging. Zur selben Zeit rangen RC Wien II, Celtic B, Graz, Leoben und Villach um den Titel in der Bundesliga.
Die Weltmeisterschaft im Jahre 1999 trug wieder zur Gründung eines neuen Vereins, des RC Innsbruck, bei. Der RC Donau wurde neu gegründet. Seit Ende 1999 gibt es auch in Linz, Oberösterreich, einen Rugbyclub, der im Herbst 2000 in die zweite Liga einstieg. Bei der Qualifikation zur WM im Jahr 2003 in Australien scheiterte Österreich in der 2. Runde, stieg aber in die Gruppe A der 3. Division der FIRA-AER nach drei klaren Siegen gegen Luxemburg (77-0), Israel (21-6) und Norwegen (51-7) auf. Im Dezember 2003 kandidierte Rugby als Mitglied der BSO (Bundes-Sportorganisation). 2004 wurden in Lienz und in Krems an der Donau Vereine gegründet, 2005 folgten St. Anton am Arlberg und der WRC Innsbruck.
Im Jahre 2006 wurde der Verband schlussendlich als vollwertiges Mitglied der BSO aufgenommen. Großen Anteil hatte dabei der Europameisterschaftstitel der Gruppe D der U18-Nationalmannschaft in Treviso (Italien). Dieser gelang gleich beim ersten Antreten durch Siege über Norwegen, Luxemburg und im Finale Serbien.

## Vereine

### Herren
1. RU Donau Wien
2. Vienna Celtic RFC
3. Stade Rugby Club Wien
4. RC Graz
5. Wombats RC
6. 1. ORSC Linz
7. RC Innsbruck
8. RC Krems
9. ARC Leoben
10. Spartans RUC Melk
11. RC Tigers
12. Carinthian Matadors RFC
13. RC Südburgenland
14. CA Traunsee
15. Vorarlberg RUFC

### Junioren
1. RU Donau Wien
2. Vienna Celtic RFC
3. Stade Rugby Club Wien
4. RK Hargelsberg
5. RC Graz
6. RC VIS
7. ROB - Rugby opens borders

### Damen
1. RU Donau
2. Vienna Celtic RFC
3. Women’s Rugby Club Innsbruck
4. ARC Leoben
5. RUFC Graz
6. 1. ORSC Linz
7. Spartans DRC Melk
8. Stade Rugby Club Wien

## Nationalteam
Der Österreichische Rugby Verband stellt Nationalmannschaften in drei Rugby-Sportarten: eine Herren-Nationalmannschaft und U18-Nationalmannschaft als österreichische Vertreter in der Rugby Union sowie eine Herren- und Damen-Nationalmannschaft im 7er-Rugby.

### Rugby-Union-Nationalmannschaft
Die österreichische Nationalmannschaft hatte 1992 ihren ersten Auftritt. Derzeit steht sie in der Weltrangliste des Rugby Weltverbands World Rugby auf Platz 81 von 102 Mannschaften (Stand: 31. März 2015). Die 15er-Nationalmannschaft wird der dritten Stärkeklasse (third tier) zugerechnet und konnte sich bei fünf Versuchen noch für keine Rugby-Union-Weltmeisterschaft qualifizieren.
Auf europäischem Boden vertritt die Nationalmannschaft Österreich in der Rugby Europe, dem europäischen Kontinentalverband für Rugby Union. Mit der Gründung des Österreichischen Rugby Verbands im Jahr 1990 trat auch Österreich als Mitglied der Rugby Europe (ehemals FIRA-AER) bei. Das erste Länderspiel der Verbandsgeschichte fand am 3. Mai 1992 in Budapest gegen die ungarische Auswahl statt, welches 9-23 verloren ging. Am 21. November 1992 gelang in Laibach gegen Slowenien der erste Sieg mit 5-9. Der höchste Sieg wurde am 12. Mai 2001 im Rahmen der WM-Qualifikation gegen Luxemburg mit 77-0 gefeiert. Die höchste Niederlage setzte es 1994 gegen die Ukraine mit 72-0.
Bei der WM-Qualifikation im Jahr 2001 scheiterte Österreich in der 2. Runde, stieg aber in die Gruppe A der 3. Division der FIRA-AER nach drei klaren Siegen gegen Luxemburg (77-0), Israel (21-6) und Norwegen (51-7) auf. Im Dezember 2003 kandidierte der Österreichische Rugby Verband als Mitglied der BSO (Bundes-Sportorganisation) und wurde im Jahr 2005 schließlich aufgenommen.
Im Jahr 2005 erreichte Österreich mit Platz 63 die beste Platzierung im IRB World Ranking. Derzeit vertritt die Herren-Nationalmannschaft Österreich im European Nations Cup (ENC), einem Rugby-Union-Turnier der Rugby Europe, in dem sich europäische Nationalmannschaften ein Kräftemessen auf Amateur-Niveau liefern.

### Österreichs Ergebnisse ENC – Division 2C (2010/2012)
| Datum            | Heim       | Gast       | Ergebnis |
| ---------------- | ---------- | ---------- | -------- |
| 16. Oktober 2010 | Ungarn     | Österreich | 22-16    |
| 6. November 2010 | Österreich | Norwegen   | 15-9     |
| 9. April 2011    | Israel     | Österreich | 20-11    |
| 14. Mai 2011     | Österreich | Dänemark   | 23-16    |
| 22. Oktober 2011 | Österreich | Israel     | 26-28    |
| 5. November 2011 | Österreich | Ungarn     | 38-7     |
| 21. April 2012   | Dänemark   | Österreich | 28-22    |
| 5. Mai 2012      | Norwegen   | Österreich | 11-6     |

### Österreichs Ergebnisse ENC – Division 2C (2012/2014)
| Datum             | Heim       | Gast       | Ergebnis |
| ----------------- | ---------- | ---------- | -------- |
| 20. Oktober 2012  | Bulgarien  | Österreich | 12-7     |
| 17. November 2012 | Österreich | Zypern     | 20-54    |
| 6. April 2013     | Österreich | Ungarn     | 10-11    |
| 20. April 2013    | Slowenien  | Österreich | 22-20    |
| 19. Oktober 2013  | Österreich | Bulgarien  | 58-14    |
| 30. November 2013 | Zypern     | Österreich | 22-8     |
| 12. April 2014    | Ungarn     | Österreich | 23-12    |
| 3. Mai 2014       | Österreich | Slowenien  | 20-8     |

### Österreichs Ergebnisse ENC – Division 2C (2014/2016)
| Datum            | Heim       | Gast       | Ergebnis |
| ---------------- | ---------- | ---------- | -------- |
| 11. Oktober 2014 | Österreich | Dänemark   | 29-27    |
| 8. November 2014 | Luxemburg  | Österreich | 18-13    |
| 18. April 2015   | Serbien    | Österreich | 22-3     |
| 25. April 2015   | Österreich | Slowenien  | 16-17    |
| 10. Oktober 2015 | Dänemark   | Österreich | 25-31    |
| 24. Oktober 2015 | Österreich | Luxemburg  | 6-34     |

## Ranking
- World Rugby Ranking: 83
- ENC 2014–2016: Division 2C
- U18 European Championship: Division C
- 7s FIRA-AER: 1 (Conference 2)
- 7s FIRA-AER Woman: 11 (Conference 1)

(Stand: 20. März 2016)